# Campionati del mondo di ciclismo su pista 2018 - Velocità a squadre femminile
La gara a squadre di velocità femminile ai Campionati del mondo di ciclismo su pista 2018 si è svolta il 28 febbraio 2018.

## Risultati

### Qualificazioni
I migliori otto tempi si qualificano per il primo turno.
| Posizione | Atleti                                            | Tempo  | Gap    | Note |
| --------- | ------------------------------------------------- | ------ | ------ | ---- |
| 1         | Germania Miriam Welte Pauline Grabosch            | 32.640 |        | Q    |
| 2         | Russia Daria Shmeleva Anastasia Voynova           | 32.739 | +0.099 | Q    |
| 3         | Cina Song Chaorui Zhong Tianshi                   | 33.210 | +0.570 | Q    |
| 4         | Paesi Bassi Laurine van Riessen Hetty van de Wouw | 33.415 | +0.775 | Q    |
| 5         | Messico Jessica Salazar Yuli Verdugo              | 33.604 | +0.964 | Q    |
| 6         | Regno Unito Lauren Bate Katy Marchant             | 33.624 | +0.984 | Q    |
| 7         | Nuova Zelanda Emma Cumming Natasha Hansen         | 33.666 | +1.026 | Q    |
| 8         | Polonia Marlena Karwacka Urszula Łoś              | 33.867 | +1.227 | Q    |
| 9         | Spagna Tania Calvo Helena Casas                   | 33.939 | +1.299 |      |
| 10        | Stati Uniti Madalyn Godby Mandy Marquardt         | 34.022 | +1.382 |      |
| 11        | Italia Miriam Vece Elena Bissolati                | 34.373 | +1.733 |      |
| 12        | Corea del Sud Kim Won-gyeong Lee Hye-jin          | 34.443 | +1.803 |      |
| 13        | Hong Kong Hoi Yan Jessica Ma Wing Yu              | 35.791 | +3.151 |      |
| 14        | India Deborah Herold Alena Reji                   | 36.086 | +3.446 |      |

### Primo turno
I vincitori della terza e della quarta batteria si qualificano per la finale per l'oro, i migliori due tempi non qualificati per la finale per l'oro in tutte le altre batterie si qualificheranno per la finale per il bronzo.
| Posizione | Posizione totale | Atleti                                         | Tempo  | Gap    | Note |
| --------- | ---------------- | ---------------------------------------------- | ------ | ------ | ---- |
| 1 vs 8    |                  |                                                |        |        |      |
| 1         | 1                | Germania Miriam Welte Pauline Grabosch         | 32.652 |        | QG   |
| 2         | 8                | Polonia Marlena Karwacka Julita Jagodzińska    | 34.100 | +1.448 |      |
| 2 vs 7    |                  |                                                |        |        |      |
| 1         | 3                | Russia Daria Shmeleva Anastasia Voynova        | 32.987 |        | QB   |
| 2         | 5                | Nuova Zelanda Emma Cumming Natasha Hansen      | 33.453 | +0.534 |      |
| 3 vs 6    |                  |                                                |        |        |      |
| 1         | 4                | Cina Song Chaorui Zhong Tianshi                | 33.295 |        | QB   |
| 2         | 6                | Regno Unito Lauren Bate Katy Marchant          | 33.623 | +0.328 |      |
| 4 vs 5    |                  |                                                |        |        |      |
| 1         | 2                | Paesi Bassi Kyra Lamberink Shanne Braspennincx | 32.958 |        | QG   |
| 2         | 7                | Messico Jessica Salazar Daniela Gaxiola        | 33.881 | +0.923 |      |

### Finale
La finale si è svolta il 28 febbraio 2018.
| Tempo                | Atleti                                         | Tempo  | Gap    | Note |
| -------------------- | ---------------------------------------------- | ------ | ------ | ---- |
| Finale per l'oro     |                                                |        |        |      |
| 1                    | Germania Miriam Welte Kristina Vogel           | 32.605 |        |      |
| 2                    | Paesi Bassi Kyra Lamberink Shanne Braspennincx | 33.124 | +0.519 |      |
| Finale per il bronzo |                                                |        |        |      |
| 3                    | Russia Daria Shmeleva Anastasia Voynova        | 32.990 |        |      |
| 4                    | Cina Song Chaorui Zhong Tianshi                | 33.282 | +0.292 |      |